# Carinaulus pseudovseteckai
Carinaulus pseudovseteckai är en skalbaggsart som beskrevs av Cervenka 2003. Carinaulus pseudovseteckai ingår i släktet Carinaulus och familjen Aphodiidae. Inga underarter finns listade.